# Кала (Марказі)
Кала (перс. كلا) — село в Ірані, у дегестані Тальх-Аб, у бахші Хенеджін, шагрестані Фараган остану Марказі. За даними перепису 2006 року, його населення становило 109 осіб, що проживали у складі 34 сімей.

## Клімат
Середня річна температура становить 10,34 °C, середня максимальна – 29,19 °C, а середня мінімальна – -11,16 °C. Середня річна кількість опадів – 249 мм.
| Клімат поселення                              | Клімат поселення | Клімат поселення | Клімат поселення | Клімат поселення | Клімат поселення | Клімат поселення | Клімат поселення | Клімат поселення | Клімат поселення | Клімат поселення | Клімат поселення | Клімат поселення | Клімат поселення |
| Показник                                      | Січ.             | Лют.             | Бер.             | Квіт.            | Трав.            | Черв.            | Лип.             | Серп.            | Вер.             | Жовт.            | Лист.            | Груд.            |                  |
| Середній максимум, °C                         | 4,26             | 5,88             | 9,89             | 16,70            | 21,81            | 27,50            | 29,19            | 28,97            | 24,35            | 17,90            | 11,30            | 5,68             |                  |
| Середня температура, °C                       | −3,45            | −1,83            | 2,19             | 8,99             | 14,10            | 19,78            | 23,67            | 23,47            | 18,84            | 12,39            | 5,78             | 0,17             |                  |
| Середній мінімум, °C                          | −11,16           | −9,52            | −5,52            | 1,29             | 6,38             | 12,06            | 18,16            | 17,95            | 13,34            | 6,88             | 0,28             | −5,36            |                  |
| Норма опадів, мм                              | 34               | 34               | 46               | 37               | 32               | 5                | 1                | 1                | 0                | 9                | 20               | 30               |                  |
| Середньомісячна швидкість вітру, м/с          | 1.62             | 2.39             | 2.84             | 2.95             | 2.45             | 2.26             | 2.35             | 2.12             | 2.06             | 1.96             | 1.80             | 1.17             |                  |
| Середньомісячна сонячна радіація, кДж/м²·день | 8995             | 11933            | 14704            | 18135            | 22170            | 26836            | 26144            | 24018            | 20778            | 15291            | 10886            | 8879             |                  |
| --------------------------------------------- | ---------------- | ---------------- | ---------------- | ---------------- | ---------------- | ---------------- | ---------------- | ---------------- | ---------------- | ---------------- | ---------------- | ---------------- | ---------------- |
| Джерело:                                      |                  |                  |                  |                  |                  |                  |                  |                  |                  |                  |                  |                  |                  |